# جيسي
جيسي (بالإيطالية: Gissi)‏ هي بلدية في مقاطعة كييتي في إقليم أبروتسو الإيطالي.

## السكان
في سنة 1861 بلغ عدد السكان 3٬848 نسمة، وتطور العدد ليصل في سنة 2011 لـ 2٬935 نسمة.
يظهر هذا المخطط البياني تطور النمو السكاني لـ جيسي